# 原田猛
原田 猛（はらだ たけし、1950年2月23日 - ）は、日本の実業家。株式会社ダイハツディーゼル代表取締役会長。兵庫県篠山市（現・丹波篠山市）出身。

## 略歴
篠山市今田町木津生まれ。三田学園出身。大阪経済大学経済学部を卒業し、1972年にダイハツディーゼルに入社、三菱重工長崎造船所を担当。取締役、常務取締役を経て、1992年に代表取締役社長就任。2016年に会長となった。